# Krasne Sioło
Krasne Sioło (biał. Краснасельскі, Krasnasielski; ros. Красносельский, Krasnosielskij) – osiedle typu miejskiego na Białorusi, w obwodzie grodzieńskim, w rejonie wołkowyskim, ok. 6,9 tys. mieszkańców (2010).
Siedziba parafii prawosławnej; znajduje się tu cerkiew pw. św. Jerzego Zwycięzcy.